# Afrolimna
Afrolimna Cogan, 1968 è un genere di insetti della famiglia degli Ephydridae (Diptera: Schizophora), comprendente due sole specie afrotropicali.

## Descrizione
Gli adulti di questo genere hanno corpo di medio-piccole dimensioni, lungo 3,4-4,3 mm. 
Il capo ha fronte larga e convessa, con faccia pronunciata, parafacce strette e gene relativamente alte. Antenne con primo flagellomero leggermente allungato e dal profilo arrotondato, sul quale si inserisce un'arista recante una serie di 13-14 peli dorsali. occhi glabri. La chetotassi è caratterizzata da una marcata evidenza, per lunghezza e robustezza, di una setola fronto-orbitale reclinata e delle setole verticali. Le verticali interne sono più lunghe di quelle esterne. Setole ocellari ben sviluppate ma più piccole rispetto alle verticali e alla fronto-orbitale. Setole pseudopostocellari presenti, ma deboli. Presenti infine altre due setole fronto-orbitali proclinate, piuttosto brevi e poco robuste, in particolare la posteriore. Ai lati della faccia è presente un paio di setole facciali ben sviluppate ma non robuste. Altre formazioni tricoidi sono rappresentate da peli di moderata lunghezza, distribuiti sulla faccia, sulla fronte, sulla regione occipitale e sulle gene.
Il torace è relativamente stretto e convesso, con scutello appiattito e di profilo subtrapezoidale, alla vista dall'alto, per l'apice tronco. Peli acrosticali costituite da un paio di setole prescutellari, ben sviluppate e da numerosi peli poco sviluppati, disposti in modo irregolare. Setole dorsocentrali rappresentate da 4 paia, di cui 1-2 paia presuturali e 2-3 postsuturali; il secondo paio è disposto in prossimità della sutura trasversa, il quarto è allineato trasversalmente con le prescutellari e, rispetto alle altre dorsocentrali, posizionato più esternamente. Ai margini laterali del mesonoto sono evidenti una setola omerale, una sopralare presuturale, due notopleurali. Lo scutello porta due paia di setole ben sviluppate, in posizione apicale e subapicale. Sulle pleure sono presenti due setole sul margine posteriore dell'anepisterno e una sul katepisterno.
La nervatura delle ali non presenta specifiche peculiarità rispetto alla generalità degli Ephydridae. La costa si estende fino alla terminazione della media e la radio si divide in tre rami, di cui, il secondo e il terzo (R4+5) confluiscono nella metà distale della costa. Fra le nervature trasversali è ben sviluppata la mediocubitale distale (dm-cu), lunga circa il triplo del tratto terminale della vena cubitale CuA1.
L'addome è variamente colorato ma non presenta una pigmentazione a bande. I maschi hanno l'epandrio ampio e conformato a U.

## Filogenesi e inquadramento tassonomico
La storia di questo genere ha origini relativamente recenti ed è associata a quella del genere Paralimna. Storicamente, il genere Paralimna era inquadrato nella tribù dei Notiphilini. Afrolimna fu istituito da Cogan (1968), per includervi due nuove specie africane da lui descritte, e classificato come sottogenere di Paralimna.
Zatwarnicki (1992) operò una sostanziale revisione della tassonomia degli Ephydridae e istituì la tribù dei Dryxini includendovi la maggior parte dei Notiphilini, compreso Paralimna. Lo stesso inquadramento tassonomico, con Afrolimna sottogenere di Paralimna, fu confermato da Mathis & Zatwarnicki (1995) nella pubblicazione del catalogo mondiale mondiale degli Ephydridae.
Mathis & Zatwarnicki (2002) hanno revisionato la tassonomia dei Dryxini sulla base di nuove acquisizioni dal punto di vista filogenetico. Il sottogenere Afrolimna presenterebbe un'affinità filogenetica più stretta con i generi Corythophora  e Dryxo e Omyxa, quest'ultimo di nuova istituzione, rispetto alle altre specie del genere Paralimna. 
|  | Corythophora |
|  |              |
|  | Dryxo+Omyxa  |
|  |              |

|  | Oedenops+Oedenopiforma |
|  |                        |
|  | Papuama                |
|  |                        |

|  | Corythophora |
|  |              |
|  | Dryxo+Omyxa  |
|  |              |

|  | Oedenops+Oedenopiforma |
|  |                        |
|  | Papuama                |
|  |                        |

In conseguenza di questa acquisizione, Afrolimna è stato perciò elevato al rango di genere. 
In letteratura non vi sono molti riferimenti a questo genere, come per la generalità degli insetti endemici dell'Africa. Il BioSystematic Database of World Diptera riporta Afrolimna secondo il vecchio inquadramento, ovvero come sottogenere di Paralimna.

## Specie e distribuzione
Il genere comprende due sole specie, endemiche dell'Africa, di cui si dispone di vari esemplari conservati nelle collezioni. L'areale, differente per le due specie, si estende dall'Africa equatoriale al Madagascar:
- Afrolimna carolinika (Cogan, 1968): Nigeria, Sudan, Congo e Zimbabwe
- Afrolimna keiseri (Cogan, 1968): Madagascar